# Эхинады
Эхинады (Эхинадские острова, греч. Εχινάδες, лат. Echinades) — группа мелких необитаемых островов в Ионическом море, принадлежащих Греции. Расположены у устья Ахелооса, у западного побережья исторической области Акарнания — юго-западной части Средней Греции, между мысами Турковигла на севере и Скрофа на юге. Острова Драконера, Карлонисион, Пондикос, Проватион, Вромонас, Макри, Оксия административно относятся к общине Итака в периферийной единице Итака в периферии Ионические острова. Острова Апаса, Йироварис (Граварис), Калойирос, Ламбринос, Модио (Стамоди), Петалас, Пистрос, Прасо, Сорос, София, Филипос, Цакалонисио административно относятся к сообществу Айия-Эффимия в общине Сами в периферийной единице Кефалиния. Очень плодородные острова. Упоминаются Гомером в Каталоге кораблей. Страбон называет один из этих островов Долиха (Δολίχα) и отождествляет его (вероятно, неправильно) с гомеровским островом Дулихий (Δουλίχιον).
Дельта Ахелооса, лагуны Этоликон и Месолонгион, устье Эвиноса, острова Эхинады и остров Петалас входят в сеть охранных участков на территории ЕС «Натура 2000». Экосистема хотя и подверглась сильному влиянию деятельности человека, всё же имеет значительную экологическую ценность, по этой причине водно-болотные угодья включены в Рамсарскую конвенцию.